# فانالين
فانالين (بالإنجليزية: Vanalinn)‏ هي مواقع التراث العالمي وOld Town تقع في إستونيا في تالين. يقدر عدد سكانها بـ 3,849 نسمة .